# Estadio Rectangular de Melbourne
El Estadio Rectangular de Melbourne (Melbourne Rectangular Stadium en inglés), conocido con el nombre comercial AAMI Park, es un estadio multiusos ubicado en la ciudad de Melbourne, Australia. Fue construido por el gobierno del estado de Victoria para albergar los principales partidos de rugby y fútbol en la ciudad.
Allí juegan los equipos de fútbol Melbourne Victory y Melbourne City de la A-League desde 2010, el Melbourne Storm de la National Rugby League desde 2010, y los Melbourne Rebels del Super Rugby desde 2011.
Por su parte, la selección de Australia de rugby 13 ha jugado allí partidos oficiales. Los Leones británico-irlandeses de rugby 15 se enfrentaron a los Rebels en 2013. 
En enero de 2015 albergó siete partidos de la Copa Asiática de Fútbol y el domingo 17 de mayo el partido de la Gran Final de la A-League 2014/15 entre Melbourne Victory y Sydney FC.
Además, se han realizado conciertos musicales de Foo Fighters y Bruce Springsteen en 2011.

## Copa Asiática 2015
Siete partidos de la Copa Asiática 2015 tuvieron lugar en el estadio. 
| Fecha               | Club 1          | Resultado | Club 2         | Fase          | Asistencia |
| ------------------- | --------------- | --------- | -------------- | ------------- | ---------- |
| 9 de enero de 2015  | Australia       | 4–1       | Kuwait         | fase grupo    | 25 231     |
| 11 de enero de 2015 | Irán            | 2–0       | Baréin         | fase grupo    | 17 712     |
| 14 de enero de 2015 | Corea del Norte | 1–4       | Arabia Saudita | fase grupo    | 12 349     |
| 16 de enero de 2015 | Palestina       | 1–5       | Jordania       | fase grupo    | 10 808     |
| 18 de enero de 2015 | Uzbekistán      | 3–1       | Arabia Saudita | fase grupo    | 10 871     |
| 20 de enero de 2015 | Japón           | 2–0       | Jordania       | fase grupo    | 25 016     |
| 22 de enero de 2015 | Corea del Sur   | 2–0       | Uzbekistán     | Cuartos final | 23 381     |

## Copa Mundial Femenina de Fútbol de 2023
Siete partidos del Mundial Femenino de Fútbol 2023 tuvieron lugar en el estadio. 

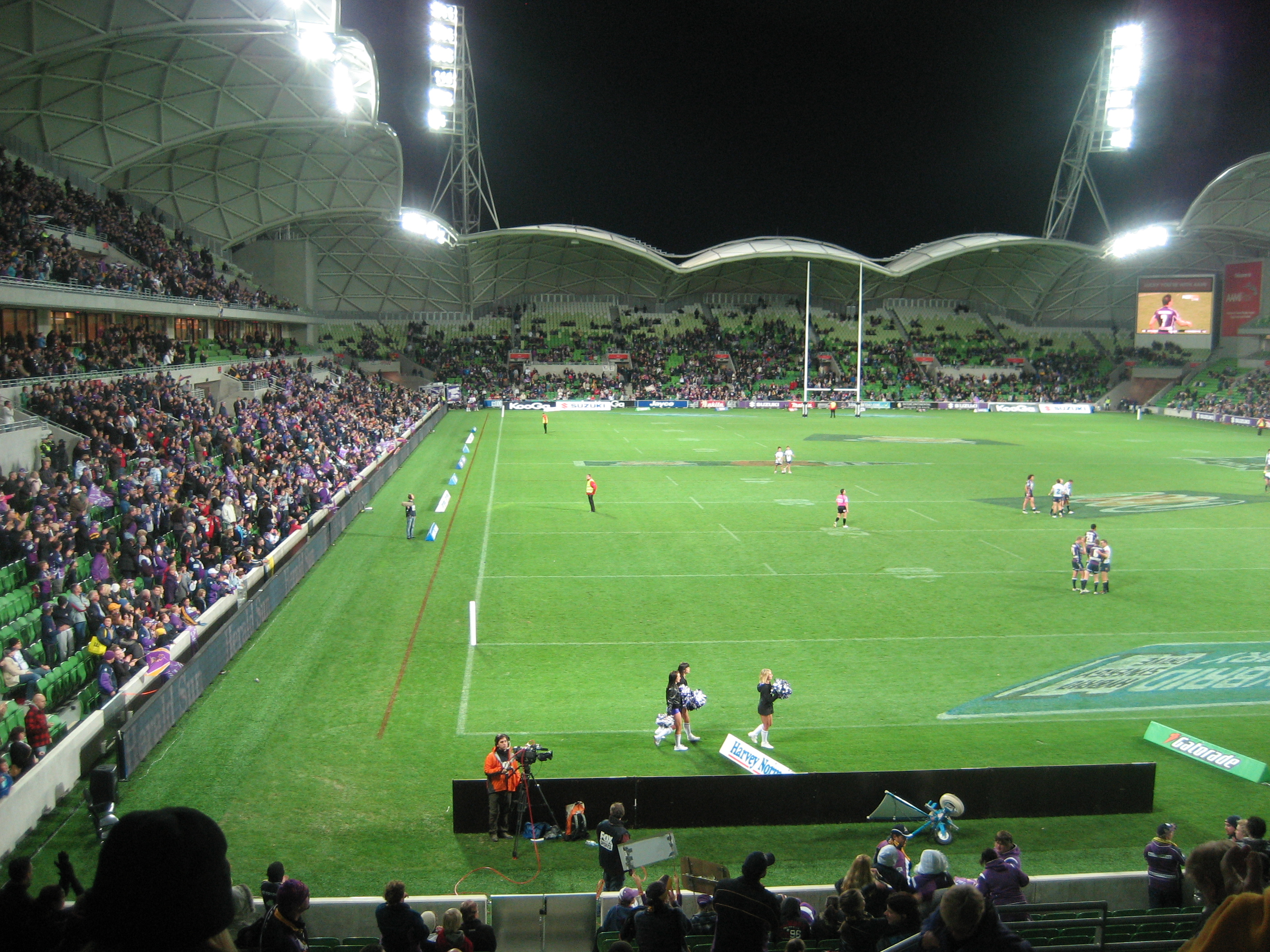
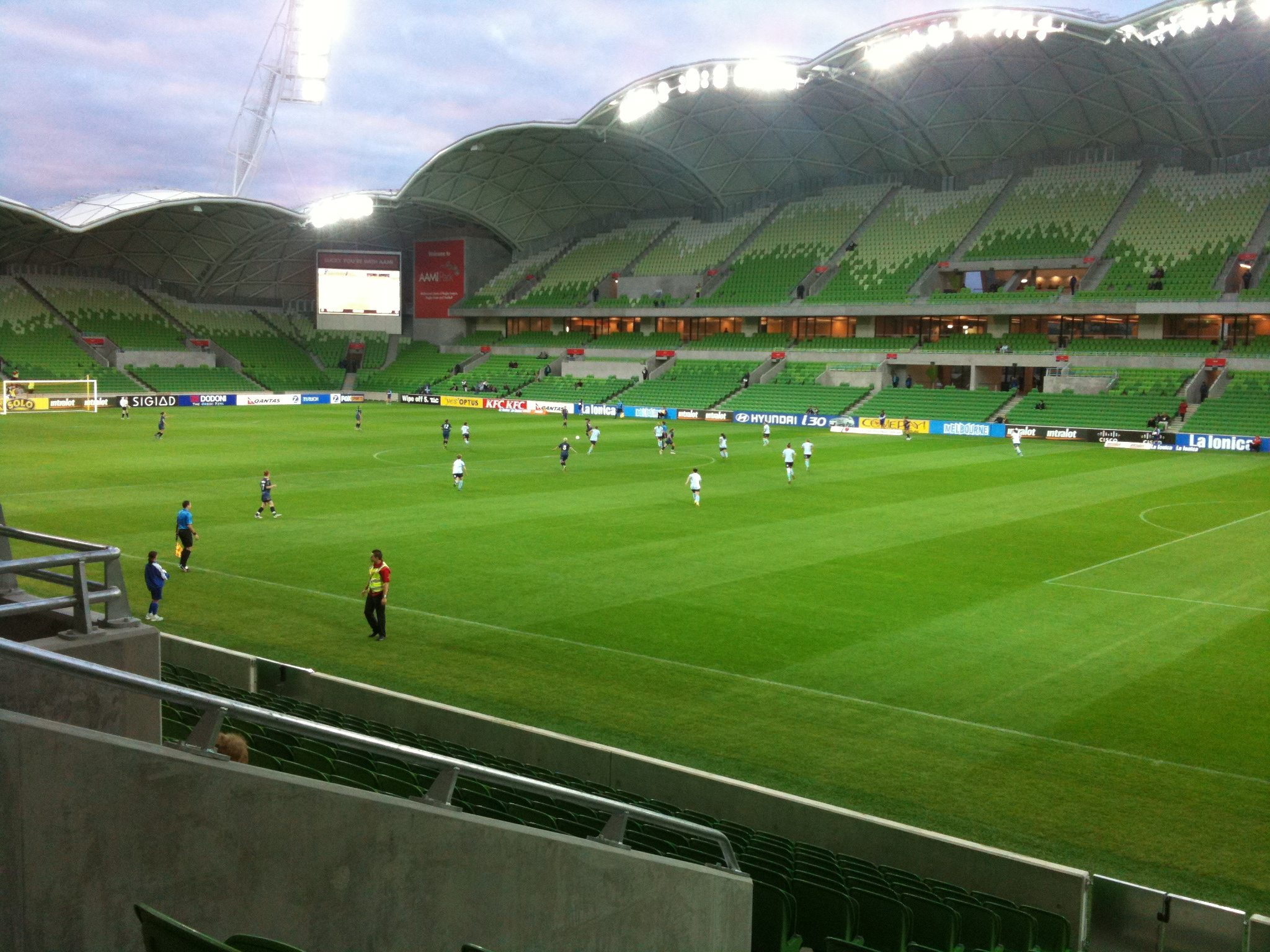
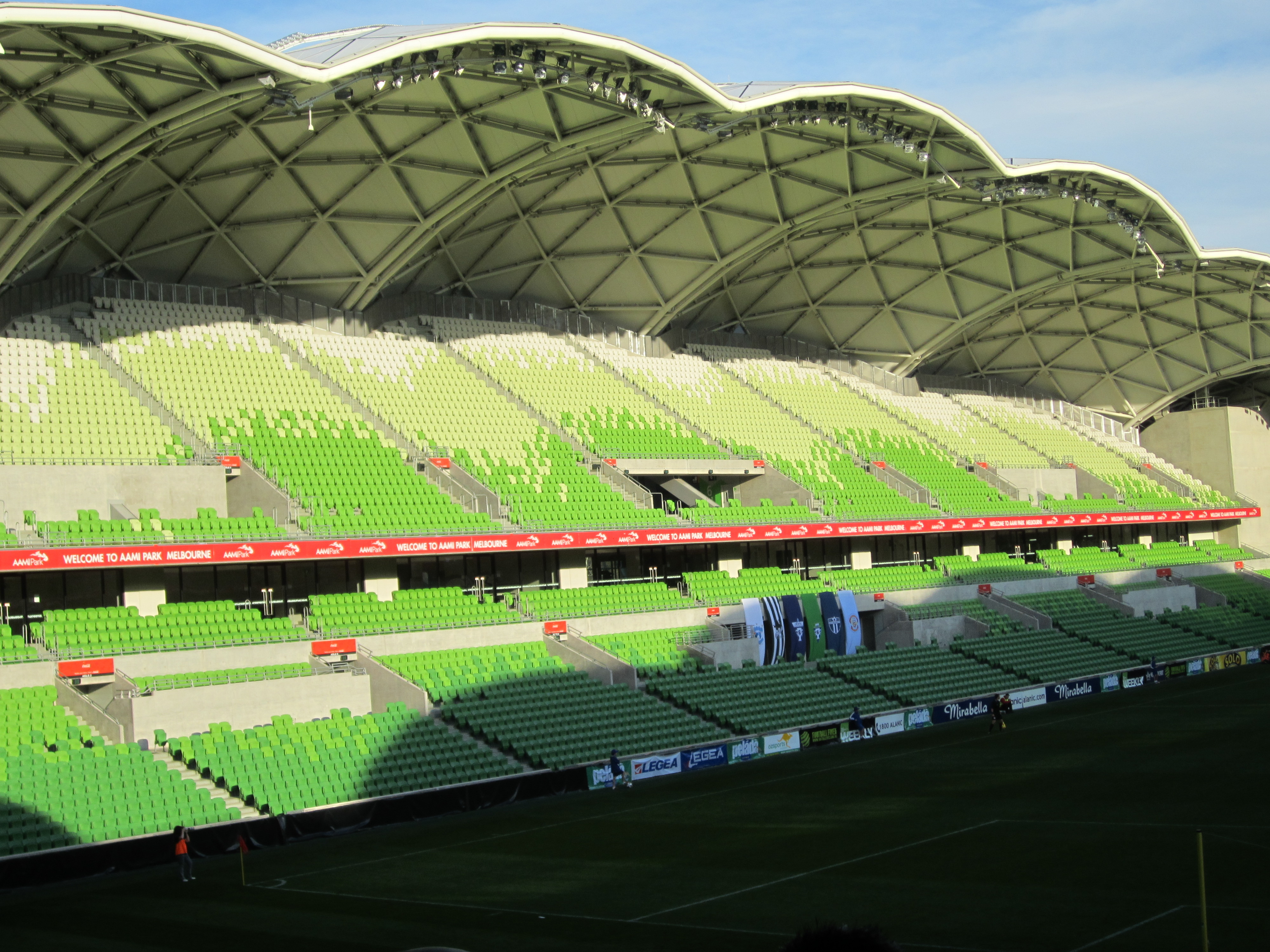

| Fecha               | Club 1   | Resultado      | Club 2         | Fase             | Asistencia |
| ------------------- | -------- | -------------- | -------------- | ---------------- | ---------- |
| 21 de julio de 2023 | Nigeria  | 0–0            | Canadá         | fase grupo       | 21 410     |
| 24 de julio de 2023 | Alemania | 6–0            | Marruecos      | fase grupo       | 27 256     |
| 31 de julio de 2023 | Canadá   | 0–4            | Australia      | fase grupo       | 27 706     |
| 2 de agosto de 2023 | Jamaica  | 0–0            | Brasil         | fase grupo       | 27 638     |
| 6 de agosto de 2023 | Suecia   | 0–0 (5–4) pen. | Estados Unidos | Octavos de final | 27 706     |
| 8 de agosto de 2023 | Colombia | 1–0            | Jamaica        | Octavos de final | 27 706     |